# Danu
Consorte de Beli, a mais poderosa das deusas celtas(supostamente), Danu é a Mãe dos tuatha de danann 
Seu nome aparece em muitos lugares conhecidos. Como o famoso rio Danúbio.